# Laurent Schwartz
A nu se confunda cu Hermann Schwarz!
Laurent-Moïse Schwartz (n. 5 martie 1915, Paris, Île-de-France, Franța – d. 4 iulie 2002, Paris, Île-de-France, Franța) a fost un matematician francez.
S-a remarcat prin lucrări de pionierat în domeniul teoriei distribuției și a realizat prima descriere riguroasă a funcției lui Dirac.
În 1973 devine membru corespondent al Academiei Franceze de Științe, ca doi ani mai târziu să fie ales membru titular al prestigiosului for științific.
În 1950 a primit Medalia Fields.